# Telegrafia sem fio

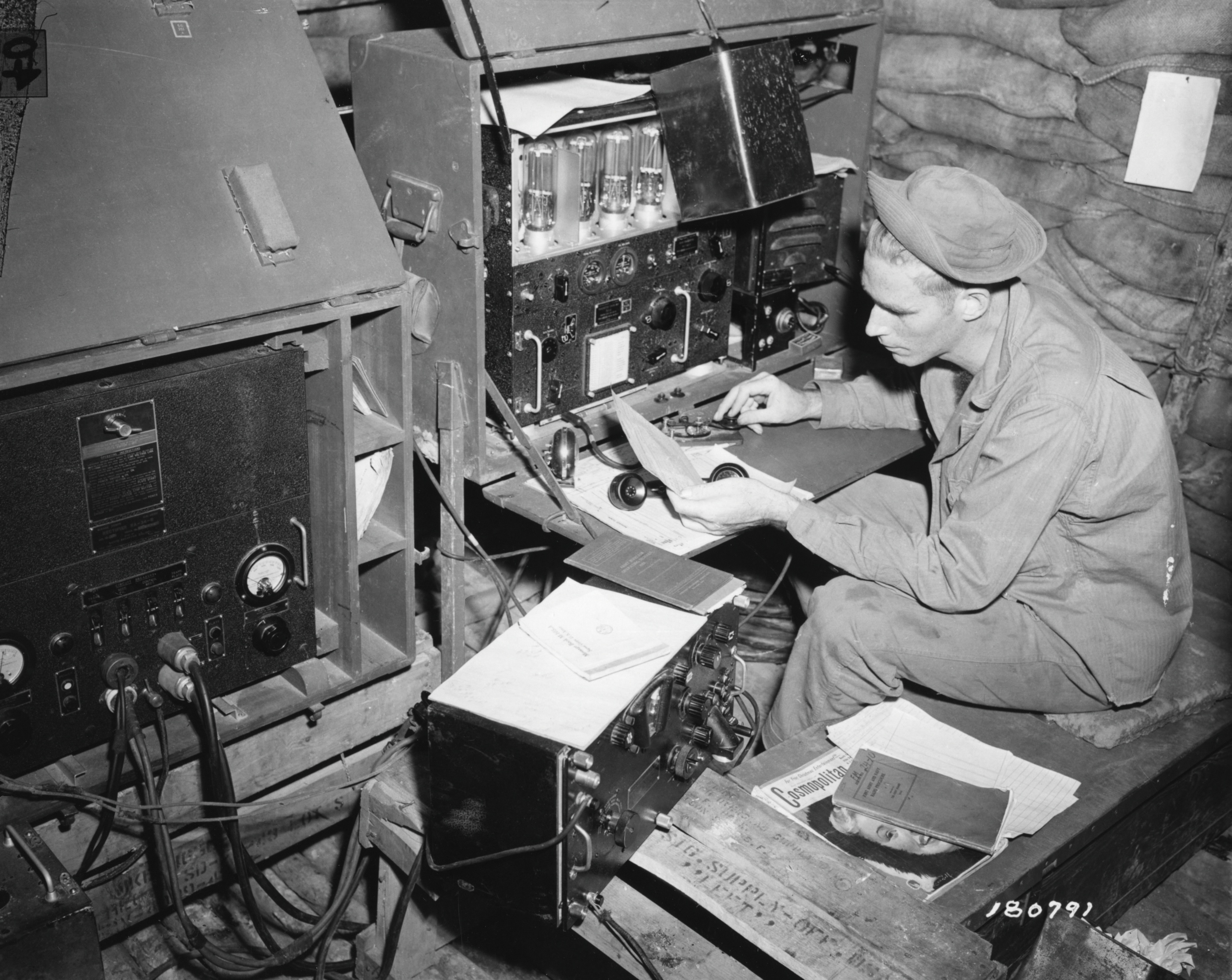
Um operador de rádio do Corpo de Sinalização do Exército dos EUA em 1943, na Nova Guiné, transmitindo por radiotelegrafia

A telegrafia sem fio ou radiotelegrafia é a transmissão de mensagens de texto por ondas de rádio, análoga à telegrafia elétrica que usa cabos. Antes de 1910, aproximadamente, o termo "telegrafia sem fio" também era usado para outras tecnologias experimentais de transmissão de sinais telegráficos sem fios. Na radiotelegrafia, as informações são transmitidas por pulsos de ondas de rádio de dois comprimentos diferentes, chamados de "pontos" e "traços", que formam mensagens de texto, geralmente em código Morse. Em um sistema manual, o operador que envia a mensagem toca em um interruptor chamado manipulador telegráfico, que liga e desliga o transmissor, produzindo os pulsos de ondas de rádio. No receptor, os pulsos são ouvidos no alto-falante do receptor como bipes, traduzidos de volta para texto por um operador que conhece o código Morse.
A radiotelegrafia foi o primeiro meio de comunicação por rádio. Os primeiros transmissores e receptores de rádio práticos, inventados em 1894-1895 por Guglielmo Marconi, utilizavam a radiotelegrafia. Continuou a ser o único tipo de transmissão radioeléctrica durante as primeiras décadas da rádio, designada por "era da telegrafia sem fios", até à Primeira Guerra Mundial, altura em que o desenvolvimento da radiotelefonia de modulação em amplitude (AM) permitiu a transmissão de som (áudio) por rádio. A partir de 1908, poderosas estações de radiotelegrafia transoceânicas transmitiram o tráfego de telegramas comerciais entre países a taxas de até 200 palavras por minuto.
A radiotelegrafia foi utilizada para a comunicação de texto comercial, diplomática e militar de longa distância, de pessoa para pessoa, durante a primeira metade do século XX. Tornou-se uma capacidade estrategicamente importante durante as duas guerras mundiais, uma vez que uma nação sem estações radiotelegráficas de longa distância poderia ficar isolada do resto do mundo se um inimigo cortasse os seus cabos telegráficos submarinos. A radiotelegrafia continua a ser popular no radioamadorismo. Também é ensinada pelos militares para utilização em comunicações de emergência. No entanto, a radiotelegrafia comercial é obsoleta.

## Princípios
A telegrafia sem fio ou radiotelegrafia, comumente chamada de transmissão CW (onda contínua), ICW (onda contínua interrompida) ou modulação digital de amplitude, e designada pela União Internacional de Telecomunicações como tipo de emissão A1A ou A2A, é um método de comunicação por rádio. Ele foi transmitido por vários métodos de modulação diferentes durante sua história. Os transmissores primitivos de faísca usados até 1920 transmitiam ondas amortecidas, que tinham uma largura de banda muito ampla e tendiam a interferir em outras transmissões. Esse tipo de emissão foi banido em 1934, com exceção de algum uso legado em navios. Os transmissores de válvulas termiônicas que entraram em uso após 1920 transmitiam o código por meio de pulsos de onda portadora sinusoidal não modulada chamada de onda contínua (CW), que ainda é usada atualmente. Para receber transmissões CW, o receptor precisa de um circuito chamado oscilador de frequência de batimento (BFO). O terceiro tipo de modulação, o FSK (frequency-shift keying), foi usado principalmente por redes de radioteletipo (RTTY). A radiotelegrafia por código Morse foi gradualmente substituída pelo radioteletipo na maioria das aplicações de alto volume durante a Segunda Guerra Mundial.
Na radiotelegrafia manual, o operador que envia a mensagem manipula um interruptor chamado manipulador telegráfico, que liga e desliga o transmissor de rádio, produzindo pulsos de onda portadora não modulada de diferentes comprimentos chamados de "pontos" e "traços", que codificam caracteres de texto em código Morse. No local de recepção, o código Morse é ouvido no fone de ouvido ou no alto-falante do receptor como uma sequência de zumbidos ou bipes, que é traduzida de volta para texto por um operador que conhece o código Morse. Com a radiotelegrafia automática, os teleimpressores em ambas as extremidades usam um código como o Alfabeto Telegráfico Internacional n.º 2 e produzem texto digitado.
A radiotelegrafia está obsoleta na comunicação de rádio comercial e seu último uso civil, que exigia que os operadores de rádio de embarcações marítimas usassem o código Morse para comunicações de emergência, terminou em 1999, quando a Organização Marítima Internacional mudou para o sistema GMDSS baseado em satélite. No entanto, ela ainda é usada por operadores de rádios amadores e os serviços militares exigem que os sinaleiros sejam treinados em código Morse para comunicação de emergência. Uma estação costeira de CW, a KSM, ainda existe na Califórnia, administrada principalmente como um museu por voluntários, e, ocasionalmente, são feitos contatos com navios. Em um uso legado menor, os radiofaróis VHF de alcance omnidirecional (VOR) e NDB no serviço de radionavegação da aviação ainda transmitem seus identificadores de uma a três letras em código Morse.
A radiotelegrafia é popular entre os radioamadores de todo o mundo, que comumente se referem a ela como onda contínua, ou apenas CW. Uma análise de 2021 de mais de 700 milhões de comunicações registradas pelo blog Club Log, e uma análise semelhante de dados registrados pela American Radio Relay League, mostram que a telegrafia sem fio é o segundo modo mais popular de comunicação de rádio amador, representando quase 20% dos contatos. Isso a torna mais popular do que a comunicação por voz, mas não tão popular quanto o modo digital FT8, que foi responsável por 60% dos contatos de radioamadorismo feitos em 2021. Desde 2003, o conhecimento de código Morse e telegrafia sem fio não é mais necessário para obter uma licença de radioamador em muitos países, mas ainda é necessário em alguns países para obter uma licença de uma classe diferente. A partir de 2021, a licença Classe A na Bielorrússia e na Estônia, ou a classe Geral em Mônaco, ou a Classe 1 na Ucrânia exigem proficiência em Morse para acessar todo o espectro de rádio amador, incluindo as bandas de alta frequência (HF). Além disso, a licença CEPT Classe 1 na Irlanda, e a Classe 1 na Rússia, ambas as quais exigem proficiência em telegrafia sem fio, oferecem privilégios adicionais: um indicativo de chamada mais curto e mais desejável em ambos os países e o direito de usar uma potência de transmissão mais alta na Rússia.

## História

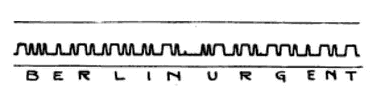
Exemplo de mensagem radiotelegráfica transatlântica gravada em fita de papel no centro de recepção da RCA em Nova York em 1920. A tradução do código Morse é fornecida abaixo da fita.

Os esforços para encontrar uma maneira de transmitir sinais telegráficos sem fios surgiram com o sucesso das redes de telégrafo elétrico, os primeiros sistemas de telecomunicação instantânea. Desenvolvida a partir da década de 1830, uma linha telegráfica era um sistema de mensagens de texto de pessoa para pessoa que consistia em vários escritórios de telégrafo ligados por um fio suspenso apoiado em postes telegráficos. Para enviar uma mensagem, um operador em um escritório tocava em um interruptor chamado de manipulador telegráfico, criando pulsos de corrente elétrica que escreviam uma mensagem em código Morse. Quando a tecla era pressionada, ela conectava uma bateria à linha telegráfica, enviando a corrente pelo fio. Na estação receptora, os pulsos de corrente operavam uma sirene telegráfica, um dispositivo que emitia um som de "clique" ao receber cada pulso de corrente. O operador da estação receptora, que conhecia o código Morse, traduzia os sons de clique em texto e escrevia a mensagem. O aterramento era usado como caminho de retorno para a corrente no circuito do telégrafo, para evitar a necessidade de usar um segundo fio suspenso.
Na década de 1860, o telégrafo era a maneira padrão de enviar as mensagens comerciais, diplomáticas e militares mais urgentes, e as nações industrializadas haviam construído redes telegráficas em todo o continente, com cabos telegráficos submarinos que permitiam que as mensagens telegráficas atravessassem oceanos. Entretanto, a instalação e a manutenção de uma linha telegráfica ligando estações distantes eram muito caras, e os fios não podiam alcançar alguns locais, como navios no mar. Os inventores perceberam que, se fosse possível encontrar uma maneira de enviar impulsos elétricos do código Morse entre pontos separados sem um fio de conexão, isso poderia revolucionar as comunicações.
A solução bem-sucedida para esse problema foi a descoberta das ondas de rádio em 1887 e o desenvolvimento de transmissores e receptores práticos de radiotelegrafia por volta de 1899.
Ao longo de vários anos, a partir de 1894, o inventor italiano Guglielmo Marconi trabalhou para adaptar o fenômeno recém-descoberto das ondas de rádio à comunicação, transformando o que era essencialmente um experimento de laboratório até aquele momento em um sistema de comunicação útil, construindo o primeiro sistema de radiotelegrafia por meio delas. Preece e o General Post Office (GPO) da Grã-Bretanha inicialmente apoiaram e deram suporte financeiro aos experimentos de Marconi realizados na Planície de Salisbury a partir de 1896. Preece havia se convencido da ideia por meio de seus experimentos com indução sem fio. No entanto, o apoio foi retirado quando Marconi formou a Wireless Telegraph & Signal Company. Os advogados do GPO determinaram que o sistema era um telégrafo de acordo com o significado da Lei de Telégrafos e, portanto, estava sob o monopólio dos Correios. Isso não pareceu impedir Marconi.:243–244 Depois que Marconi enviou sinais telegráficos sem fio pelo Oceano Atlântico em 1901, o sistema começou a ser usado para comunicação regular, incluindo comunicação de navio para terra e de navio para navio.
Com esse desenvolvimento, a telegrafia sem fio passou a ser entendida como radiotelegrafia, código Morse transmitido por ondas de rádio. Os primeiros transmissores de rádio, transmissores primitivos de faísca usados até a Primeira Guerra Mundial, não podiam transmitir voz (sinais de áudio). Em vez disso, o operador enviava a mensagem de texto em um manipulador telegráfico, que ligava e desligava o transmissor, produzindo pulsos curtos ("ponto") e longos ("traço") de ondas de rádio, grupos dos quais compreendiam as letras e outros símbolos do código Morse. No receptor, os sinais podiam ser ouvidos como "bipes" musicais nos alto-falantes pelo operador de recepção, que traduzia o código de volta para texto. Em 1910, a comunicação pelo que era chamado de "ondas hertzianas" estava sendo universalmente chamada de "rádio", e o termo telegrafia sem fio foi amplamente substituído pelo termo mais moderno "radiotelegrafia".

## Métodos
Os transmissores primitivos de faísca usados até 1920 transmitiam por um método de modulação chamado onda amortecida. Enquanto a tecla do telégrafo fosse pressionada, o transmissor produziria uma sequência de pulsos transitórios de ondas de rádio que se repetiam em uma taxa de áudio, geralmente entre 50 e vários milhares de hertz. No alto-falante de um receptor, isso soava como um tom musical, um raspado ou um zumbido. Assim, os "pontos" e "traços" do código Morse soavam como bipes. A onda amortecida tinha uma grande largura de banda de frequência, o que significa que o sinal de rádio não era uma única frequência, mas ocupava uma ampla faixa de frequências. Os transmissores de onda amortecida tinham um alcance limitado e interferiam nas transmissões de outros transmissores em frequências adjacentes.
Após 1905, foram inventados novos tipos de transmissores radiotelegráficos que transmitiam códigos usando um novo método de modulação: onda contínua (CW) (designado pela União Internacional de Telecomunicações como tipo de emissão A1A). Enquanto a tecla do telégrafo era pressionada, o transmissor produzia uma onda sinusoidal contínua de amplitude constante. Como toda a energia da onda de rádio estava concentrada em uma única frequência, os transmissores CW podiam transmitir mais com uma determinada potência e também não causavam praticamente nenhuma interferência nas transmissões em frequências adjacentes. Os primeiros transmissores capazes de produzir ondas contínuas foram o transmissor com conversor de arco (arco de Poulsen), inventado pelo engenheiro dinamarquês Valdemar Poulsen em 1903, e o alternador Alexanderson, inventado entre 1906 e 1912 por Reginald Fessenden e Ernst Alexanderson. Eles substituíram lentamente os transmissores de faísca em estações de radiotelegrafia de alta potência.
Entretanto, os receptores de rádio usados para ondas amortecidas não podiam receber ondas contínuas. Como o sinal CW produzido enquanto a tecla era pressionada era apenas uma onda portadora não modulada, ele não emitia som nos auto-falantes do receptor. Para receber um sinal CW, era necessário encontrar uma maneira de tornar os pulsos da onda portadora do código Morse audíveis em um receptor.
Esse problema foi resolvido por Reginald Fessenden em 1901. Em seu receptor "heteródino", o sinal radiotelegráfico recebido é misturado no cristal detector ou no tubo de vácuo do receptor com uma onda senoidal constante gerada por um oscilador eletrônico no receptor chamado oscilador de frequência de batida (BFO). A frequência do oscilador {\displaystyle f_{\text{BFO}}} é deslocado da frequência do transmissor de rádio {\displaystyle f_{\text{IN}}}. No detector, as duas frequências se subtraem e é produzida uma frequência de batimentos (heteródina) na diferença entre as duas frequências: {\displaystyle f_{\text{BEAT}}=|f_{\text{IN}}-f_{\text{BFO}}|}. Se a frequência BFO estiver próxima o suficiente da frequência da estação de rádio, a frequência de batimentos estará na faixa de frequência de áudio e poderá ser ouvida nos alto-falantes do receptor. Durante os "pontos" e "traços" do sinal, o tom de batida é produzido, enquanto entre eles não há portadora e, portanto, nenhum tom é produzido. Assim, o código Morse é audível como "bipes" musicais nos auto-falantes.
O BFO era raro até a invenção, em 1913, do primeiro oscilador eletrônico prático, o oscilador de realimentação de tubo de vácuo de Edwin Armstrong. Depois disso, os BFOs eram parte padrão dos receptores de radiotelegrafia. Cada vez que o rádio era sintonizado em uma frequência de estação diferente, a frequência do BFO também precisava ser alterada, portanto, o oscilador BFO precisava ser sintonizável. Nos receptores super-heteródinos posteriores, a partir da década de 1930, o sinal do BFO era misturado com a frequência intermediária (IF) constante produzida pelo detector do super-heteródino. Portanto, o BFO poderia ter uma frequência fixa.
Os transmissores de tubo de vácuo de onda contínua substituíram os outros tipos de transmissor com a disponibilidade de tubos de potência após a Primeira Guerra Mundial, porque eram baratos. O CW tornou-se o método padrão de transmissão de radiotelegrafia na década de 20, os transmissores de faísca de onda amortecida foram banidos em 1930 e o CW continua a ser usado até hoje. Ainda hoje, a maioria dos receptores de comunicação produzidos para uso em estações de comunicação de ondas curtas tem BFOs.

## Indústria

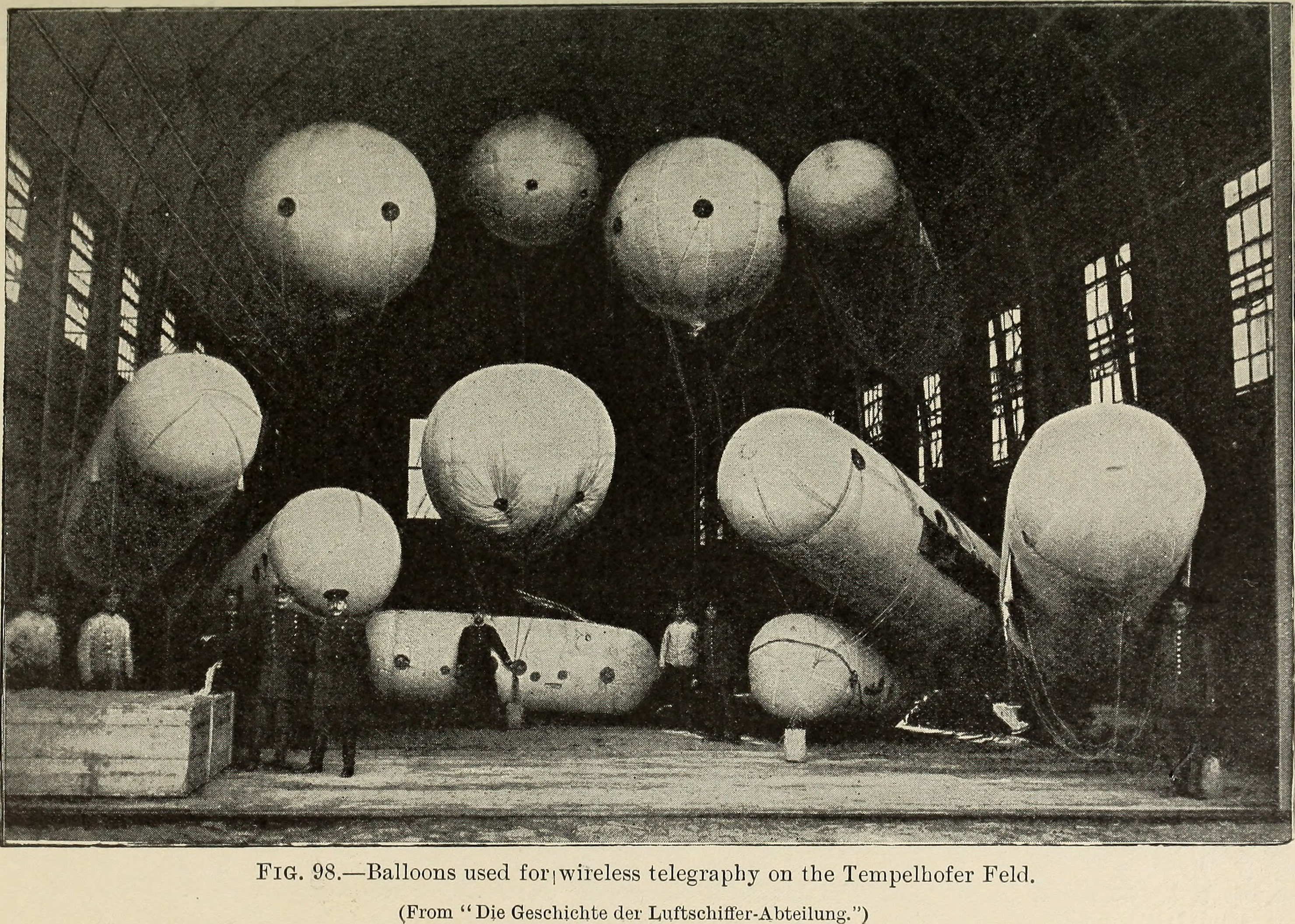
Na Primeira Guerra Mundial, os balões foram usados como uma maneira rápida de levantar antenas de arame para estações radiotelegráficas militares de campo. Balões em Tempelhofer, Alemanha, 1908.

A União Internacional de Radiotelegrafia foi estabelecida não oficialmente na primeira Convenção Internacional de Radiotelegrafia, em 1906, e foi incorporada à União Internacional de Telecomunicações em 1932. Quando os Estados Unidos entraram na Primeira Guerra Mundial, as estações privadas de radiotelegrafia foram proibidas, o que pôs fim ao trabalho de vários pioneiros nesse campo. Na década de 1920, havia uma rede mundial de estações radiotelegráficas comerciais e governamentais, além do uso extensivo da radiotelegrafia por navios, tanto para fins comerciais quanto para mensagens de passageiros. A transmissão de som (radiotelefonia) começou a substituir a radiotelegrafia na década de 1920 em muitas aplicações, possibilitando a radiodifusão. A telegrafia sem fio continuou a ser usada para comunicações privadas entre pessoas, governamentais e militares, como telegramas e comunicações diplomáticas, e evoluiu para redes de radiotelefonia. A implementação definitiva da telegrafia sem fio foi o teletipo, usando sinais de rádio, desenvolvido na década de 1930 e foi, por muitos anos, a única forma confiável de comunicação entre muitos países distantes. O padrão mais avançado, CCITT R.44, automatizou o roteamento e a codificação de mensagens por meio de transmissões de ondas curtas.
Hoje, devido aos métodos mais modernos de transmissão de texto, a radiotelegrafia por código Morse para uso comercial se tornou obsoleta. A bordo, o computador e o sistema GMDSS conectado por satélite substituíram amplamente o Morse como meio de comunicação.

## Regulamentação
A radiotelegrafia de onda contínua (CW) é regulamentada pela União Internacional de Telecomunicações (ITU) como tipo de emissão A1A.
A Comissão Federal de Comunicações dos EUA emite uma Licença de Operador de Radiotelegrafia comercial vitalícia. Para obter essa licença, é necessário passar em um teste escrito simples sobre regulamentos, em um exame escrito mais complexo sobre tecnologia e em uma demonstração de recepção de Morse com 20 palavras por minuto em linguagem simples e grupos de códigos de 16 ppm. É concedido crédito para licenças amadoras de classe extra obtidas de acordo com o antigo requisito de 20 ppm.

## Galeria

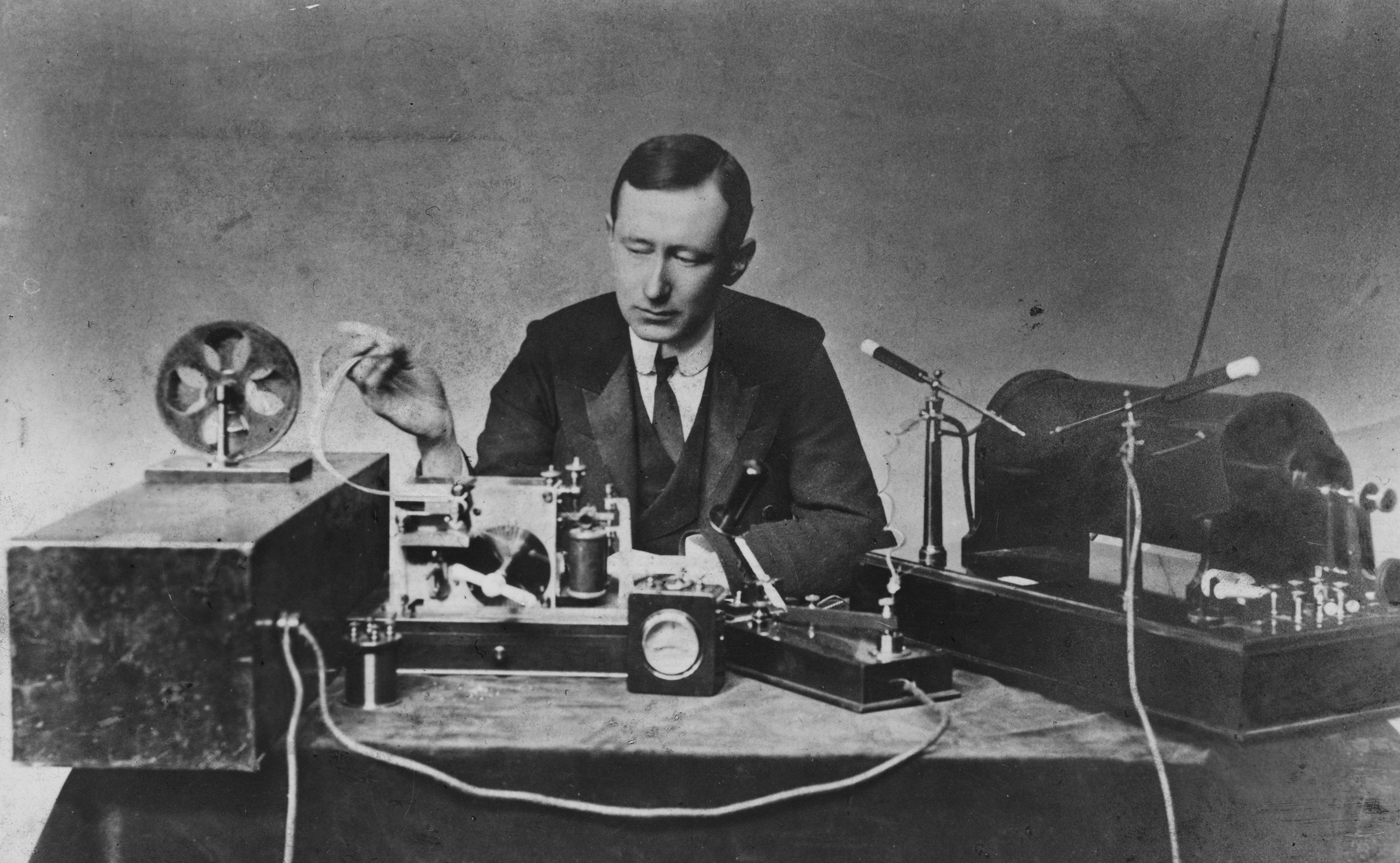
Guglielmo Marconi, normalmente creditado como o primeiro a desenvolver a comunicação prática por telegrafia sem fio baseada em rádio, em 1901, com um de seus primeiros transmissores (direita) e receptores (esquerda)
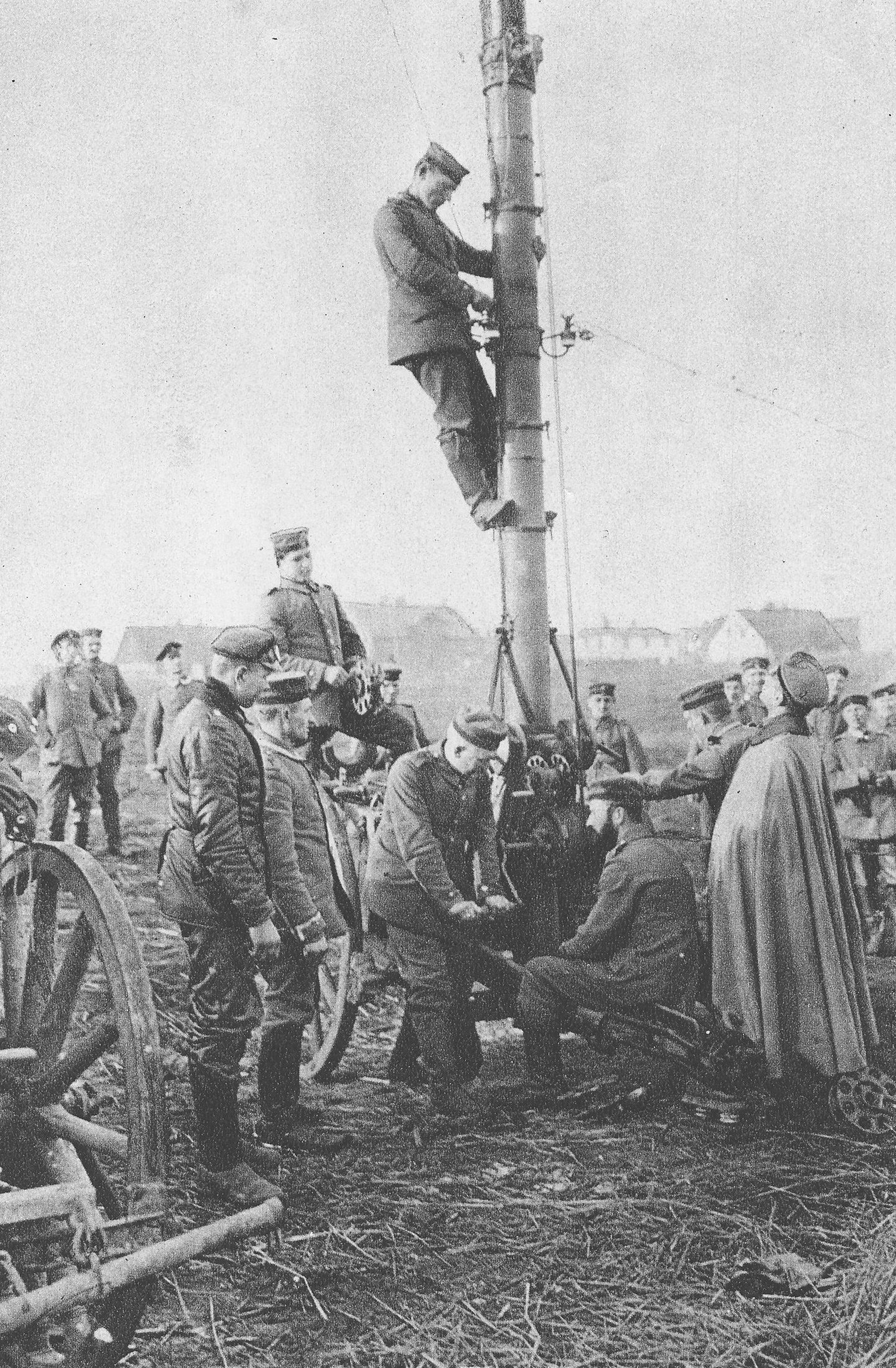
Tropas alemãs construindo uma estação de telégrafo de campo sem fio durante a Primeira Guerra Mundial
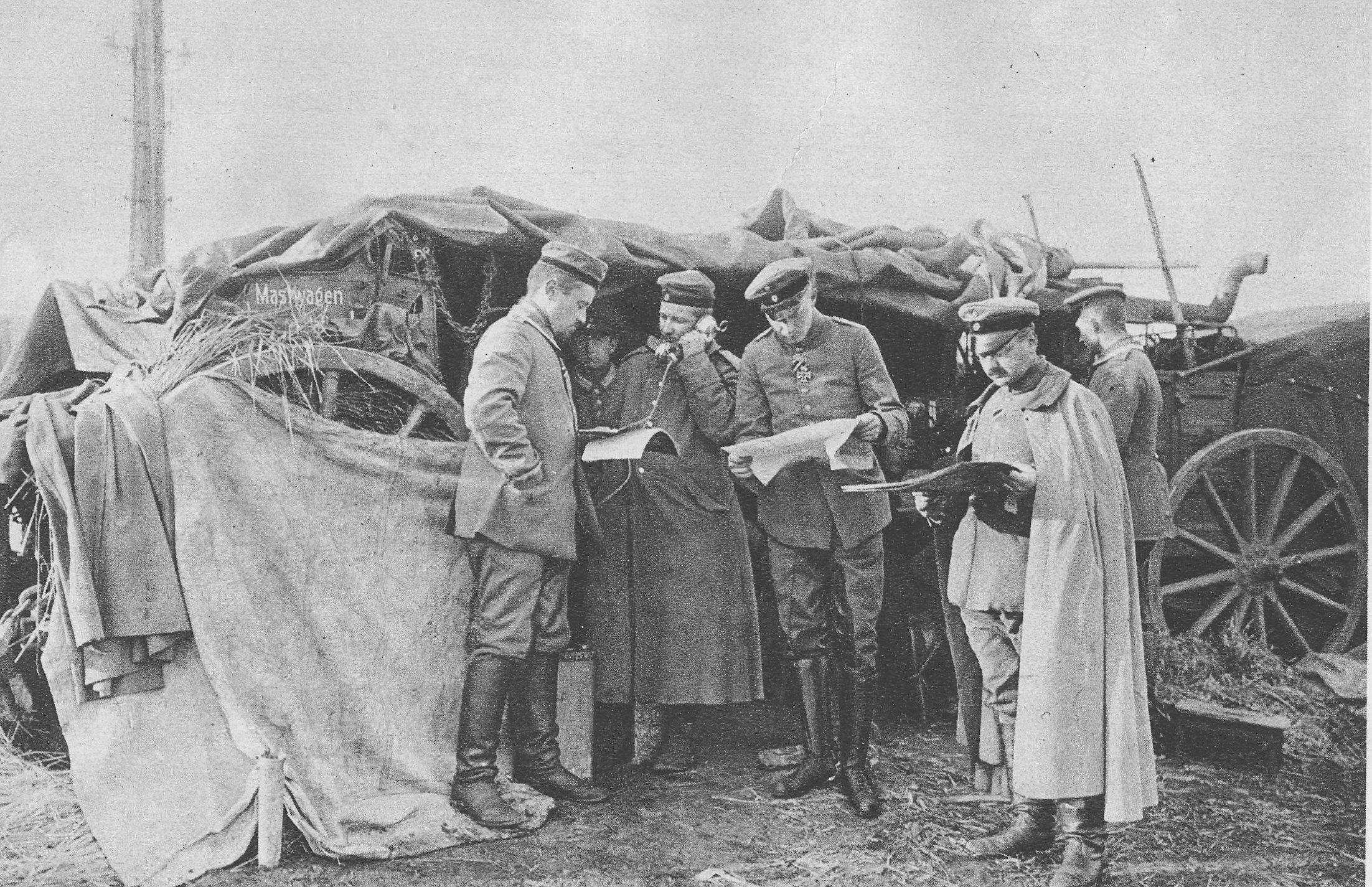
Oficiais e tropas alemãs em uma estação de telégrafo de campo sem fio durante a Primeira Guerra Mundial
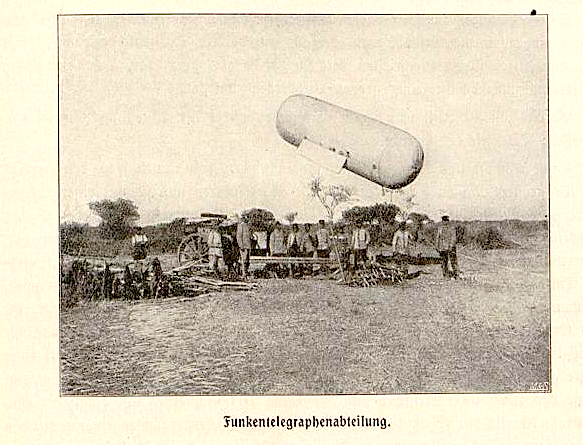
Estação de rádio móvel no Sudoeste Africano Alemão, usando um balão de hidrogênio para elevar a antena

### Gerais
- American Institute of Electrical Engineers. (1908). "Wireless Telephony – By R. A. Fessenden (Illustrated.)", Transactions of the American Institute of Electrical Engineers. Nova Iorque: American Institute of Electrical Engineers. (em inglês)